# Michael Sammer
Michael Sammer (* 23. August 1991 in Vöcklabruck) ist ein österreichischer Fußballspieler auf der Position eines Abwehrspielers. Seit Sommer 2016 spielt er für den SC Schwanenstadt 08.
Sein Zwillingsbruder Stefan hatte einen ähnlichen Werdegang als Fußballspieler, brachte es jedoch nicht über die Regionalliga hinaus.

## Karriere

### Jugend
Sammer begann seine Vereinskarriere beim ATSV Lenzing in Oberösterreich. 2003 wechselte er in die Akademie der SV Ried, von wo er 2006 nach Lenzing zurückkehrte und dort in die erste Mannschaft aufgenommen wurde.

### Vereinskarriere
Sein erstes Spiel in einer ersten Mannschaft machte der Linksverteidiger am 26. August 2006 gegen den SK Kammer in der achthöchsten österreichischen Spielklasse, der oberösterreichischen 2. Liga Süd. Am Ende der Saison 2006/07 wurde er mit Lenzing Vierter der Meisterschaft. Im Herbst der Saison 2007/08 spielte er noch einige Spiele beim ATSV, ehe er im Winter 2008 von Union Vöcklamarkt, einen Verein aus der vierthöchsten österreichischen Liga, der OÖ Liga, verpflichtet wurde. Dort war er bis 2010 aktiv und kam auf 55 Einsätzen und ein Tor. 2009/10 stieg der Klub als Meister in die Regionalliga Mitte auf. Der nächste Karrieresprung Sammers folgte im Sommer 2010, als er vom Bundesligisten SV Ried geholt wurde. Er wurde als Kooperationsspieler der Union Vöcklamarkt verpflichtet und konnte als solcher abwechselnd bei Vöcklamarkt in der Regionalliga und Ried in der Bundesliga eingesetzt werden.
Am 5. Dezember 2010 gab er sein Debüt in der höchsten österreichischen Spielklasse. Im Spiel gegen den SK Rapid Wien wurde er in der 83. Minute für den Spanier Nacho eingewechselt. Das Spiel im Gerhard-Hanappi-Stadion wurde mit 0:3 verloren. In seiner ersten Bundesligasaison kam er auf vier Einsätze; allesamt als Einwechselspieler. Zudem durfte er am Ende der Saison mit der SV Ried den österreichischen Pokalsieg feiern. Nach nur einer Saison als Kooperationsspieler wechselte er im Sommer 2011 wieder zurück nach Vöcklamarkt und kam zumeist als Stammspieler in der ersten Mannschaft zum Einsatz, brachte es aber auch auf eine Reihe von Einsätzen für die zweite Mannschaft des Klubs. Im Sommer 2016 schloss er sich dem SC Schwanenstadt 08 an, für den er heute (Stand: Winterpause 2022/23) noch immer aktiv ist. Im Herbst 2016 hatte er sich einen Bänderriss zugezogen, woraufhin er mehrere Wochen verletzungsbedingt ausfiel.

## Erfolge
- Österreichischer Pokalsieger: 2011